# 마리온 맥

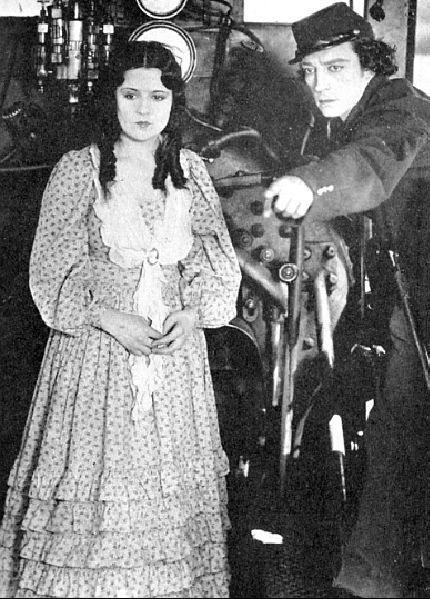

마리온 맥(Joey Marion McCreery, 1902년 4월 8일 ~ 1989년 5월 1일)은 미국의 배우, 각본가, 영화배우이다.
코스타메사에서 사망하였다.

## 영화
- 제너럴 (1926년)